# Sardar Azmoun
Sardar Azmoun (en persa: سردار آزمون‎; Gonbad-e Kavus, Golestán, 1 de enero de 1995) es un futbolista profesional iraní que juega como delantero en el Shabab Al-Ahli Club de la UAE Pro League.

## Trayectoria
Nació en Gonbad-e Kavus, Irán en el seno de una familia de turcomanos.
El 1 de febrero de 2019 fichó por el Zenit de San Petersburgo firmando un contrato de tres años y medio. En enero de 2022, seis meses antes de que se cumpliera ese tiempo, acordó con el Bayer 04 Leverkusen su llegada a coste cero para la temporada 2022-23. Sin embargo, días después ambos clubes llegaron a un acuerdo y su marcha a Alemania se produjo de manera inmediata.
El 26 de agosto de 2023 se unió a la A. S. Roma hasta final de temporada. La siguiente abandonó definitivamente el equipo alemán al ser traspasado al Shabab Al-Ahli Club.

## Selección nacional
El 5 de mayo de 2014 Carlos Queiroz lo incluyó en la lista provisional de 28 jugadores con miras a la Copa Mundial de Fútbol de 2014.

### Participaciones en Copas del Mundo
| Copa              | Sede  | Resultado      | Partidos | Goles |
| ----------------- | ----- | -------------- | -------- | ----- |
| Copa Mundial 2018 | Rusia | Fase de grupos | 3        | 0     |
| Copa Mundial 2022 | Catar | Fase de grupos | 3        | 0     |

### Participaciones en Copas Asiáticas
| Torneo             | Sede      | Resultado        | Partidos | Goles |
| ------------------ | --------- | ---------------- | -------- | ----- |
| Copa Asiática 2015 | Australia | Cuartos de final | 4        | 2     |
| Copa Asiática 2019 | EAU       | Semifinales      | 6        | 4     |
| Copa Asiática 2023 | Catar     | Semifinales      | 5        | 2     |

## Estadísticas

### Clubes
Actualizado hasta su último partido disputado el 4 de diciembre de 2024.
| Club                             | Div.          | Temporada     | Liga  | Liga  | Liga   | Copas nacionales | Copas nacionales | Copas nacionales | Torneos internacionales | Torneos internacionales | Torneos internacionales | Total | Total | Total  |
| Club                             | Div.          | Temporada     | Part. | Goles | Asist. | Part.            | Goles            | Asist.           | Part.                   | Goles                   | Asist.                  | Part. | Goles | Asist. |
| -------------------------------- | ------------- | ------------- | ----- | ----- | ------ | ---------------- | ---------------- | ---------------- | ----------------------- | ----------------------- | ----------------------- | ----- | ----- | ------ |
| F. C. Rubin Kazán · Rusia        | 1.ª           | 2013-14       | 14    | 4     | 2      | 1                | 0                | 0                | 2                       | 1                       | 0                       | 17    | 5     | 2      |
| F. C. Rubin Kazán · Rusia        | 1.ª           | 2014-15       | 13    | 1     | 2      | 2                | 1                | 0                | —                       | —                       | —                       | 15    | 2     | 2      |
| F. C. Rostov · Rusia             | 1.ª           | 2014-15       | 12    | 4     | 0      | —                | —                | —                | —                       | —                       | —                       | 12    | 4     | 0      |
| F. C. Rostov · Rusia             | 1.ª           | 2015-16       | 24    | 9     | 2      | 0                | 0                | 0                | —                       | —                       | —                       | 24    | 9     | 2      |
| F. C. Rostov · Rusia             | 1.ª           | 2016-17       | 27    | 7     | 2      | 0                | 0                | 0                | 14                      | 5                       | 1                       | 41    | 12    | 3      |
| F. C. Rostov · Rusia             | Total club    | Total club    | 63    | 20    | 4      | 0                | 0                | 0                | 14                      | 5                       | 1                       | 77    | 25    | 5      |
| F. C. Rubin Kazán · Rusia        | 1.ª           | 2017-18       | 26    | 6     | 3      | 2                | 0                | 1                | —                       | —                       | —                       | 28    | 6     | 3      |
| F. C. Rubin Kazán · Rusia        | 1.ª           | 2018-19       | 14    | 4     | 4      | 3                | 1                | 0                | —                       | —                       | —                       | 17    | 5     | 4      |
| F. C. Rubin Kazán · Rusia        | Total club    | Total club    | 67    | 15    | 11     | 8                | 2                | 1                | 2                       | 1                       | 0                       | 77    | 18    | 12     |
| Zenit de San Petersburgo · Rusia | 1.ª           | 2018-19       | 12    | 9     | 2      | —                | —                | —                | 4                       | 3                       | 1                       | 16    | 12    | 3      |
| Zenit de San Petersburgo · Rusia | 1.ª           | 2019-20       | 28    | 17    | 7      | 4                | 2                | 0                | 6                       | 2                       | 0                       | 38    | 21    | 7      |
| Zenit de San Petersburgo · Rusia | 1.ª           | 2020-21       | 24    | 19    | 2      | 1                | 0                | 0                | 4                       | 0                       | 0                       | 29    | 19    | 2      |
| Zenit de San Petersburgo · Rusia | 1.ª           | 2021-22       | 15    | 7     | 1      | 1                | 1                | 0                | 5                       | 2                       | 0                       | 21    | 10    | 1      |
| Zenit de San Petersburgo · Rusia | Total club    | Total club    | 79    | 52    | 12     | 6                | 3                | 0                | 19                      | 7                       | 1                       | 104   | 62    | 13     |
| Bayer 04 Leverkusen · Alemania   | 1.ª           | 2021-22       | 9     | 1     | 1      | —                | —                | —                | 2                       | 0                       | 0                       | 11    | 1     | 1      |
| Bayer 04 Leverkusen · Alemania   | 1.ª           | 2022-23       | 23    | 4     | 1      | 1                | 0                | 2                | 9                       | 0                       | 1                       | 33    | 4     | 4      |
| Bayer 04 Leverkusen · Alemania   | Total club    | Total club    | 32    | 5     | 2      | 1                | 0                | 2                | 11                      | 0                       | 1                       | 44    | 5     | 5      |
| A. S. Roma · Italia              | 1.ª           | 2023-24       | 23    | 3     | 0      | 2                | 0                | 1                | 4                       | 0                       | 0                       | 29    | 3     | 1      |
| A. S. Roma · Italia              | Total club    | Total club    | 23    | 3     | 0      | 2                | 0                | 1                | 4                       | 0                       | 0                       | 29    | 3     | 1      |
| Shabab Al-Ahli Dubai F. C. · EAU | 1.ª           | 2024-25       | 6     | 6     | 1      | 2                | 3                | 0                | 7                       | 5                       | 2                       | 15    | 14    | 3      |
| Shabab Al-Ahli Dubai F. C. · EAU | Total club    | Total club    | 6     | 6     | 1      | 2                | 3                | 0                | 7                       | 5                       | 2                       | 15    | 14    | 3      |
| Total carrera                    | Total carrera | Total carrera | 270   | 101   | 30     | 19               | 8                | 4                | 57                      | 18                      | 5                       | 346   | 127   | 39     |
| 1. 2. 3.                         |               |               |       |       |        |                  |                  |                  |                         |                         |                         |       |       |        |

### Selección nacional
Actualizado hasta su último partido disputado el 20 de junio de 2023.
| Absoluta Irán   | 2014            | 3  | 1  | 0 | —  | —  | — | —  | —  | — | — | — | — | 3  | 1  | 0 |
| Absoluta Irán   | 2015            | 3  | 1  | 0 | 4  | 4  | 2 | 4  | 2  | 0 | — | — | — | 11 | 7  | 2 |
| Absoluta Irán   | 2016            | 2  | 4  | 0 | 6  | 4  | 0 | —  | —  | — | — | — | — | 8  | 8  | 0 |
| Absoluta Irán   | 2017            | 4  | 3  | 0 | 4  | 3  | 0 | —  | —  | — | — | — | — | 8  | 6  | 0 |
| Absoluta Irán   | 2018            | 7  | 2  | 0 | —  | —  | — | —  | —  | — | 3 | 0 | 0 | 10 | 2  | 0 |
| Absoluta Irán   | 2019            | —  | —  | — | 4  | 4  | 1 | 6  | 4  | 1 | — | — | — | 10 | 8  | 2 |
| Absoluta Irán   | 2020            | 1  | 1  | 0 | —  | —  | — | —  | —  | — | — | — | — | 1  | 1  | 0 |
| Absoluta Irán   | 2021            | 1  | 1  | 0 | 8  | 5  | 3 | —  | —  | — | — | — | — | 9  | 6  | 3 |
| Absoluta Irán   | 2022            | 3  | 1  | 0 | 2  | 1  | 0 | —  | —  | — | 3 | 0 | 0 | 8  | 2  | 0 |
| Absoluta Irán   | 2023            | —  | —  | — | —  | —  | — | 3  | 4  | 2 | — | — | — | 3  | 4  | 2 |
| Total selección | Total selección | 24 | 14 | 0 | 28 | 21 | 6 | 13 | 10 | 3 | 6 | 0 | 0 | 71 | 45 | 9 |
| 1. 2. 3.        |                 |    |    |   |    |    |   |    |    |   |   |   |   |    |    |   |

### Hat-tricks
| 1 | 10 de octubre de 2019  | Estadio Azadi, Teherán          | Irán - Camboya                             |  | 14 - 0 | Clasificación mundialista     |
| 2 | 14 de marzo de 2020    | Gazprom Arena , San Petersburgo | Zenit de San Petersburgo - F. C. Ural      |  | 7 - 1  | Liga Premier de Rusia 2019-20 |
| 3 | 5 de diciembre de 2020 | Gazprom Arena , San Petersburgo | Zenit de San Petersburgo - F. C. Ural      |  | 5 - 1  | Liga Premier de Rusia 2020-21 |
| 4 | 2 de mayo de 2021      | Gazprom Arena , San Petersburgo | Zenit de San Petersburgo - Lokomotiv Moscú |  | 6 - 1  | Liga Premier de Rusia 2020-21 |

### Resumen estadístico
| Torneo                  | Part. | Goles | Asist. |
| ----------------------- | ----- | ----- | ------ |
| Liga                    | 241   | 92    | 29     |
| Copas nacionales        | 15    | 5     | 3      |
| Torneos internacionales | 46    | 13    | 3      |
| Selección de Irán       | 71    | 45    | 9      |
| Total                   | 373   | 155   | 44     |

## Palmarés

### Campeonatos nacionales
| Título                                    | Club                     | País  | Año     |
| ----------------------------------------- | ------------------------ | ----- | ------- |
| Iran Pro League                           | Sepahan F. C.            | Irán  | 2011-12 |
| Liga Premier de Rusia                     | Zenit de San Petersburgo | Rusia | 2018-19 |
| Liga Premier de Rusia                     | Zenit de San Petersburgo | Rusia | 2019-20 |
| Copa de Rusia                             | Zenit de San Petersburgo | Rusia | 2019-20 |
| Supercopa de Rusia                        | Zenit de San Petersburgo | Rusia | 2020    |
| Liga Premier de Rusia                     | Zenit de San Petersburgo | Rusia | 2020-21 |
| Supercopa de Rusia                        | Zenit de San Petersburgo | Rusia | 2021    |
| Supercopa de los Emiratos Árabes Unidos   | Shabab Al-Ahli Club      | EAU   | 2024    |
| UAE Pro League                            | Shabab Al-Ahli Club      | EAU   | 2024-25 |
| Copa Presidente de Emiratos Árabes Unidos | Shabab Al-Ahli Club      | EAU   | 2024-25 |